# تپه گل باغ
تپه گل باغ ساری مربوط به دوره سلجوقیان است و در شهرستان ساری، بخش چهاردانگه، دهستان چهاردانگه، روستای تیله بن واقع شده و این اثر در تاریخ ۲۶ اسفند ۱۳۸۶ با شمارهٔ ثبت ۲۲۰۱۳ به‌عنوان یکی از آثار ملی ایران به ثبت رسیده است.